# استفان چارنیتسکی
استفان چارنیتسکی (لهستانی: Stefan Czarniecki)؛ (۱۵۹۹ – ۱۶ فوریهٔ ۱۶۶۵) شلختا و نظامی اهل مشترک‌المنافع لهستان–لیتوانی بود. او در طول دوره حیات خود از یک نجیب‌زاده معمولی تبدیل به یکی از متنفذترین نجبای مشترک‌المنافع گشت که در تاریخ آن سرزمین امری کمیاب است. در ۲۲ ژوئیه ۱۶۶۴ چارنیتسکی به مقام وویوود کیف رسید و چند هفته پیش از مرگش مقام هتمان (یکی از بالاترین درجات نظامی) تاج و تخت پادشاهی لهستان به او اعطا گشت. از او به عنوان یک فرمانده نظامی برجسته و یکی از قهرمانان ملی لهستان یاد می‌شود و ذکر نام او در سرود لهستان هنوز از دست نرفته‌است به نقش مهم او در تاریخ ملت لهستان اشاره دارد.
چارنیتسکی در قیام خملنیتسکی، جنگ روسیه و لهستان (۱۶۵۴–۱۶۶۷) و جنگ لهستان و سوئد مشارکت داشت. بهره بردن او از شیوه‌های جنگ چریکی در برابر سوئدی‌ها یکی از علل اصلی پیروزی لهستان در این جنگ‌ها دانسته می‌شود.